# Antonio de Literes
Antonio de Literes Carrión, también Antoni Lliteres i Carrió, Antonio Literes o Antoni Lliteres (Artá, Mallorca, 18 de junio de 1673 - Madrid, 18 de enero de 1747), fue un compositor español, uno de los principales autores barrocos de zarzuela.

## Biografía
Es muy posible que su traslado a Madrid tuviese que ver, como ha apuntado Antonio Literes, con la presencia en la Capilla Real del mallorquín  Juan Massanet Terrassa, nacido también en Artá y capellán de altar del Rey. Antonio comenzó su formación en 1688 como niño de coro en la capilla real, estudiando violón (= violonchelo ) bajo la dirección de Manuel de Soba. La documentación de la capilla real aclara que Literes fue compositor para la misma a partir de 1690; en 1693 fue nombrado bajo de viola de la misma institución; en 1696 se le encarga la composición de villancicos para la fiesta del Corpus y Lamentaciones para la Semana Santa. Pronto destacó en el terreno de la zarzuela con obras como Acis y Galatea (1708), con texto de José de Cañizares, inspirada en un pasaje del libro XIII de Las Metamorfosis de Ovidio que también había inspirado a Lully y Haendel, destacando también como compositor de cantatas humanas.  En 1719 recibió un encargo de la catedral de Lisboa para componer un oratorio sobre San Vicente. En 1720 se le reconoce como uno de los instrumentistas más hábiles de la capilla real así como su habilidad como compositor. Se casó dos veces, con Manuela Sánchez (†1710) y Luisa Montalvo (†1762), y dos de sus cuatro hijos fueron músicos: José Literes Sánchez, fallecido en Madrid el 26 de septiembre de 1746, que fue músico de la corte de la duquesa de Osuna en Sevilla, y Antonio Literes Montalbo, fallecido en Madrid en 1768, sucesor de José Nebra en el cargo de organista de la Capilla real.
En 1734, después de un desastroso incendio en el Palacio Real de Madrid el 24 de diciembre que destruyó el archivo musical, se le encarga, junto a José Nebra y el maestro de capilla José de Torres, reconstruir la colección y componer música nueva para reemplazar la que se había perdido. 
Otra de sus actividades consistió en composición de música para diversas zarzuelas y otras obras escénicas como Los elementos descrita como una “ópera armónica al estilo italiano”, cuya partitura se conserva al igual que la de cuatro zarzuelas. En esta obra se narra la armonización final del caos causado por la lucha de los cuatro elementos tierra, aire, agua y fuego. Se puso en escena modernamente en la Fundación Juan March en abril de 2018, bajo la dirección de Aarón Zapico.
En los primeros años del siglo XVIII publicó diferentes obras en la imprenta de José de Torres, muchas de ellas cantatas encargadas por miembros de la aristocracia. Los elementos, por ejemplo, están dedicados a los duques de Medina de las Torres.
Compuso también música para zarzuelas que se representaron fuera de la Corte, en diferentes teatros de Madrid, beneficiándose de la nueva política de los Borbones que permitía a los músicos de la capilla real realizar actividades ajenas.
La medida de su éxito la ofrece el elogio del novator fray Benito Jerónimo Feijoo en su Teatro crítico universal:
Algunos extranjeros hubo felices en esto, pero ninguno más que nuestro don Antonio de Literes, compositor de primer orden y acaso el único que ha sabido juntar toda la majestad y dulzura de la música antigua con el bullicio de la moderna; pero en el manejo de los puntos accidentales es peculiar, pues casi siempre que los introduce dan una energía a la música correspondiente al significado de la letra, que arrebata. Esto pide ciencia y numen, pero mucho más numen que ciencia [...] No faltan en España algunos sabios compositores que no han cedido del todo a la moda, o juntamente con ella saben componer preciosos restos de la dulce y majestuosa Música Antigua. Entre quienes no puedo excusarme de hacer segunda vez memoria del suavísimo Literes, compositor verdaderamente de numen original, pues en todas sus obras resplandece un carácter de dulzura elevada, propia de su genio y que no abandona aun en los asuntos amatorios y profanos, de suerte que aun en las letras de amores y galanterías cómicas tiene un género de nobleza que sólo se entiende con la parte superior del alma y de tal modo despierta la ternura que deja dormida la lascivia [...] Yo quisiera que este compositor trabajara sobre asuntos sagrados, porque el genio de su composición es más propio para fomentar afectos celestiales que para inspirar amores terrenos. Si algunos echan de menos en él aquella desenvoltura bulliciosa que celebran en otros, por eso mismo me parece a mí mejor..
También reconoce su excelencia incluso el Aposento anti-crítico de Juan Francisco de Corominas (1726). Pero su importancia como músico real decayó progresivamente con la llegada de nuevos compositores italianos protegidos de la reina. En el inventario que se realizó en el momento de su muerte, se incluyen entre sus posesiones un violonchelo Stradivarius fabricado en Cremona. En efecto, entre sus bienes al morir se incluye “un violón de Cremona hecho de mano de Stradibarius, maltratado”.
En 2003, se le encargó al musicólogo Antoni Pizá la catalogación de sus obras y del conjunto de cantatas inéditas encontradas en el archivo de la catedral de Guatemala.
 Una canción suya, "Confiado jilguerillo", fue arreglada por Felipe Pedrell para voz y piano, procedente de su zarzuela en dos jornadas Acis y Galatea (1709).

## Obras

### Zarzuelas
- Júpiter y Yoo, los cielos premian desdenes (1699) [atribución discutida]. Libreto del I.er conde de Clavijo, Marcos de Lanuza Mendoza y Arellano.
- Júpiter y Danae (1700), zarzuela en tres actos, con libreto de Tomás Añorbe y Corregel, estrenada en el coliseo del Buen Retiro de Madrid, el 6 de enero de 1700.
- Acis y Galatea (1708), zarzuela en dos actos con texto de José de Cañizares estrenada en el coliseo del Buen Retiro de Madrid el 19 de diciembre de 1708.
- Coronis, zarzuela en dos actos.
- Junto con Juan de Navas, Con música y con amor (1709).
- Antes difunta que ajena (1711).
- Hasta lo insensible adora (1704), zarzuela con libreto de J. de Cañizares [atribución discutida].
- El estrago en la fineza o Júpiter y Semele (1718), con texto de José de Cañizares, estrenada en el coliseo de la Cruz de Madrid el 9 de mayo de 1718.
- Celos no guardan respeto (1723), zarzuela con libreto de Antonio de Zamora.

### Óperas
- Los elementos, "ópera armónica en estilo italiano" en primera edición, "zarzuela" en la segunda  (c. 1718), dedicada a la Duquesa de Medina de las Torres por su aniversario.
- Dido y Eneas, ópera armónica en dos actos [atribución discutida].

### Obras religiosas
- Oratorio que se cantó con varios instrumentos, en 22 de enero, fiesta del glorioso, invicto mártir S. Vicente, patrón de ambas Lisboas, 1720. [perdido].
- 3 Misas de facistol (Archivo del Palacio Real de Madrid).
- Vísperas.
- Villancicos.
- 5 cantatas sacramentales.
- 10 Himnos latinos (Archivo del Palacio Real de Madrid).
- 8 Magnificat (Archivo del Palacio Real de Madrid).
- Salmos: Miserere (monasterio de El Escorial); 14 Salmos de todas vísperas (Archivo del Palacio Real de Madrid).
- Cantadas: Ah del rústico pastor, cantada de reyes (monasterio de El Escorial); Aliento humano desvelo, cantada al Santísimo (catedral de Salamanca); 5 Cantadas al Sacramento (catedral de Guatemala).
- Solos: El pan de los cielos, al Santísimo (catedral de Segovia).

### Obras profanas
- 10 cantatas humanas. Una de ellas Estaba Fili hermosa (catedral de Valencia)
- Solos: Venid moradores, solo humano (catedral de Segovia).

## Ediciones
- González Marín, Luis Antonio (2002). Acis y Galatea. Zarzuela en dos jornadas. Madrid: Instituto Complutense de Ciencias Musicales. ISBN 84-8048-361-X.
- Angulo Díaz, Raúl; Pons Segui, Antoni (2013). Ópera armónica al estilo italiano: Los elementos. Santo Domingo de la Calzada: Fundación Gustavo Bueno. ISBN 979-0-801266-64-4.
- “Ah del rústico pastor. Cantada de Reyes, edición de A. Martín Moreno”, en Tesoro Sacro musical (1978).

## Discografía
- 1998 - Los Elementos. Ópera armónica al estilo italiano. Al Ayre Español. Deutsche Harmonia Mundi 05472 77385 2
- 2001 - Acis y Galatea. Al Ayre Español. Deutsche Harmonia Mundi 05472 77522 2
- 2003 - Júpiter y Semele o El estrago en la fineza. Al Ayre Español. Harmonia Mundi Ibérica 987036.37 (2 CD)
- 2004 – Júpiter y Danae. Capella de Ministrers/ Blau CD 190 (2 CD)
- 2021 - Antonio Literes: Sacred Cantatas for Alto. Carlos Mena (contratenor), Concerto 1700, Daniel Pinteño (director). 1700 Classics (170003)